# 藤井巳幸
藤井 巳幸（ふじい みゆき、1977年12月17日 - ）は、日本の元女子プロレスラー。三重県三重郡菰野町出身。

## 所属
- 全日本女子プロレス[1]（1996年[1] - 2005年）
- フリー（2005年 - 2009年）

## 経歴・戦歴
中学生の時にビデオで初めて女子プロレスの試合を観て「なんだこれは」と感動し、女子プロレスラーを志し、中学卒業後、すぐに女子プロレスラーになろうとしたが、両親たちに反対され高校を卒業するまで待った。
高校卒業間近の1996年1月に全日本女子プロレスの試験に合格。東京都内の全女の道場に住み込み、併設された飲食店や、先輩レスラーの付き人として働きながら練習に明け暮れた。
その半年後となる1996年9月16日、東京八王子マルチパーパスプラザにおける対中西百重戦にてデビュー。デビュー当初は体格や技量に恵まれず、「女子プロレス史上最弱」の異名で呼ばれるほどだった。新人時代は堀田祐美子の付き人を務めた。
その約1年後に全日本女子プロレスが倒産。大半の選手が全女を離脱したが藤井は残り、残った先輩たちと地方巡業を続けた。どんなに酷い怪我をしようとも無理矢理出場し、年間200試合をこなした年もあった。
2003年5月、引退していたダンプ松本から「一緒に組まないか」と声が掛かったことで藤井に転機が訪れる。負け試合も多く引退する事も考えていた。しかし二つ返事で「やらせて下さい」と答えた。
2003年5月13日、横浜アリーナにてエリカ・モントーヤと異種格闘技戦を行うも三角絞めで一本負け。その1時間後、スキンヘッドに剃り上げた頭にさそりのペイントを施して「サソリ」として再登場。ヒールターンを果たし、ダンプ松本が再結成した新生極悪同盟のメンバーとなった。師匠となったダンプからは引退後もたいへん可愛がられることになった。
2004年にはボクシングにも挑戦。デビュー戦で勝利を挙げるが、日本ミニフライ級トーナメントでは1回戦敗退。
2008年5月6日、後楽園ホールで行われたマッスルハウス6に登場。今年一番運気の良いレスラーに選ばれ、飯伏幸太からIMGP王座を奪取。同興行中にマッスル坂井、男色ディーノとの3WAYによるタイトルマッチで初防衛にも成功した。なおマッスル名物であるスローモーション中の独白では自らを「ガチ☆ガール」と称していた。
2009年4月29日の「あばよサソリ」と題した極悪同盟興行を最後に引退した。
現役時代の成績は芳しくなかったが、明朗快活な性格は全女の仲間から好感を得ていた。そんな人柄もあり、引退セレモニーにはダンプや堀田をはじめ多くの先輩のほか同期・後輩レスラーが駆け付け、およそ13年間におよぶ現役生活にピリオドを打った。
2016年1月、亜利弥’の自主興行にてダンプのセコンドとして登場、久しぶりに公の場で姿を見せた。
2016年より、出身である三重県内のスポーツクリニックにて、スポーツマッサージやトレーニング指導に従事している。

## 得意技
- ラ・マヒストラル
- エルボー
- サソリ・クランプ
- ブレーンバスター・ホールド

## タイトル歴
- 全日本シングル王座
- IMGP世界ヘビー級王座(第6代)